# Ducado de Arión

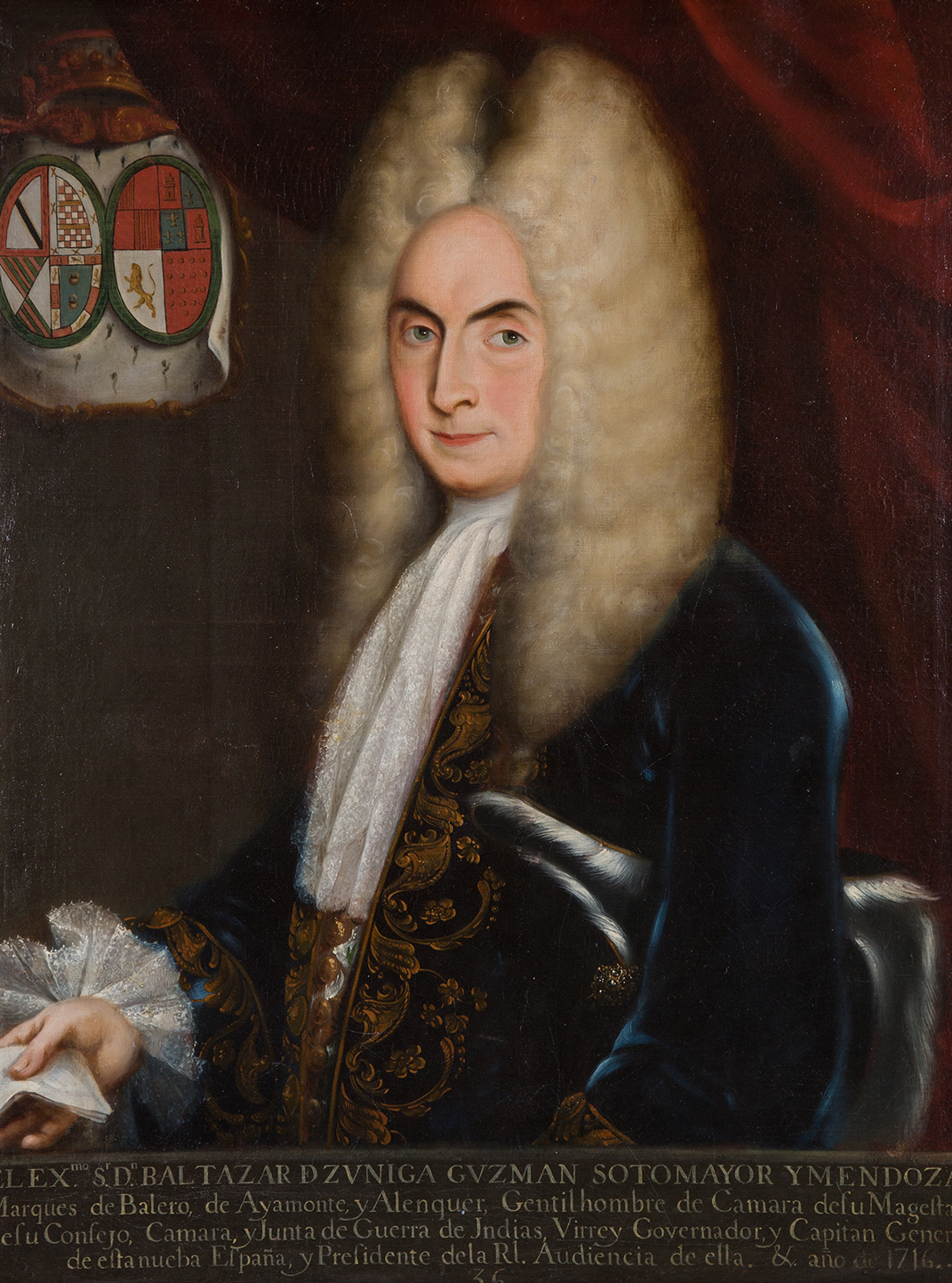
Retrato del virrey marqués de Valero, anónimo, 1716. Óleo sobre lienzo. Castillo de Chapultepec, Ciudad de México.

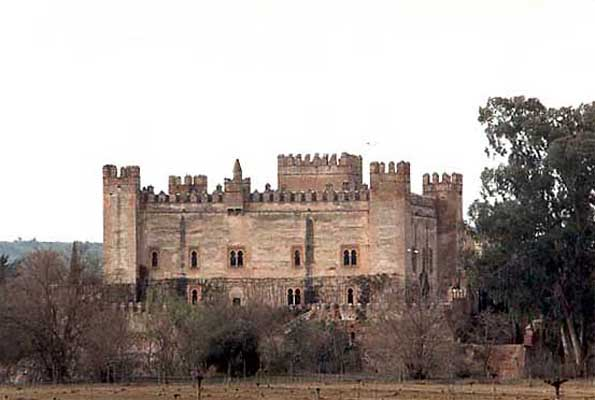
Castillo de los marqueses de Malpica, duques de Arión.

El ducado de Arión es un título nobiliario con grandeza de España concedido por el rey Felipe V, el 20 de septiembre de 1725, a Baltasar de Zúñiga y Guzmán, ii marqués de Valero, que había sido virrey de Cerdeña (1692-1697), Navarra (1704-1707) y Nueva España (1716-1722), y desempeñaba desde su vuelta de México los cargos de presidente del Consejo de Indias y Sumiller de Corps en la corte madrileña. La dignidad se erigió sobre la villas de Casasola de Arión y Morales, cercanas a la ciudad de Toro, que Valero poseía en señorío por herencia de su madre, Teresa Sarmiento, viuda del ix duque de Béjar.
Soltero y sin hijos, el duque fundó un mayorazgo que establecía un particular orden sucesorio tras su fallecimiento y para futuros casos en que el título quedase vacante por la muerte sin descendencia del último poseedor. En primer lugar, debía heredar el hijo segundo de la casa de Béjar —su propia posición familiar—, pero de no haberlos en el momento de la sucesión, lo haría un hijo no primogénito de los condes de Benavente y, en su defecto, de los duques de Frías. Estos dos linajes subsidiarios obtenían sus derechos por representación de la hermana del duque, Manuela de Zúñiga, condesa de Benavente. 
Conforme a estas reglas, se dieron varios saltos sucesorios hasta que el ducado recayó en la hermana del xiii duque de Frías, María Teresa Pacheco, después marquesa de Malpica por matrimonio, y desde entonces se ha perpetuado en su descendencia. Los duques ejercieron en Arión y Morales sus derechos jurisdiccionales —mero y mixto imperio, derecho de presentación, cobro de alcabalas, etc.— hasta la definitiva abolición de los señoríos en España, acaecida en 1837, tras lo que el título quedó con un contenido únicamente honorífico.

## Historia

### Concesión y fundación del mayorazgo
La concesión de la Grandeza y el título de duque de Arión al marqués de Valero aparece recogida en la Gaceta de Madrid, el diario oficial de la época, de 28 de agosto de 1725: 

Su Mag. (que Dios guarde) ha hecho merced de Grandeza de primera clase al Señor D. Balthasar de Zúñiga y Guzmán Sotomayor y Mendoza, Marqués de Valero, Presidente del Real Consejo de Indias, y su Sumiller de Corps, &c., par sí, sus herederos y sucessores, con el Título de Duque de Arión, en atención a lo esclarecido de su nacimiento, largos méritos, y dilatados servicios de su persona.

En efecto, el rey Felipe V le había otorgado esta merced por real decreto de 23 de agosto de 1725, del que se expidió la correspondiente real cédula el 20 de septiembre siguiente. Valero se cubrió como Grande, apadrinado por su sobrino el duque de Béjar, en una ceremonia que tuvo lugar en el palacio real de Madrid el 23 de diciembre de ese mismo año y que fue la culminación de su exitosa carrera personal.
Envuelto desde su juventud por la aureola caballeresca de la expedición de voluntarios que organizó su hermano Béjar en 1686 para la liberación del sitio otomano de Buda, donde resultó muerto el joven duque, Valero dio sus primeros pasos en la corte como gentilhombre de Carlos II, y después fue enviado de virrey a Cerdeña. Allí, en plena guerra de Sucesión, pudo probar su fidelidad borbónica y se ganó la confianza de Felipe V, que le nombró virrey de Navarra y, en 1716, le encargó el gobierno del virreinato de Nueva España. De hecho, el duque de Saint-Simon señala en sus memorias el particular afecto que el soberano tenía a Valero, en sus palabras «un verdadero español, lleno de honor, coraje y fidelidad, pero austero e inflexible, y no falto de capacidades», descripción que refleja su buen crédito en las altas esferas madrileñas, pues el marqués era entonces virrey en México y Saint-Simon nunca llegó a conocerle en persona. Tras su regreso a España en 1722, Valero ocupó los cargos de presidente del Consejo de Indias y Sumiller de Corps, uno de los más importantes puestos cortesanos, además del de mayordomo mayor de la reina Luisa Isabel durante el breve reinado de Luis I.
Segundo hijo varón de Juan Manuel López de Zúñiga, ix duque de Béjar, al marqués de Valero le correspondió este título con su estado señorial (las villas de Valero, Los Santos, Endrinal, Frades, Tornadizo y San Miguel) por un mayorazgo que había instituido en 1636 su abuelo el vii duque de Béjar para los segundones de su casa. Además, en la testamentaría de su madre, la duquesa viuda Teresa Sarmiento, fallecida en 1709, se le adjudicó el señorío de la villas de Arión o Casasola y Morales, a orillas del río Bajoz, entonces en el partido de la ciudad de Toro y hoy respectivamente en las provincias de Valladolid y Zamora. Cuando el marqués fue elevado a la Grandeza en 1725, el ducado se erigió sobre las villas heredadas de su madre y no sobre las del estado de Valero, sujetas a un mayorazgo independiente cuya posesión era además objeto de una disputa judicial con su sobrina la condesa de Salvatierra, que se resolvió a favor de ésta después de la muerte de Valero.

## Duques de Arión
|      | Titular                                                           | Periodo    | Refs        |
| ---- | ----------------------------------------------------------------- | ---------- | ----------- |
| i    | Baltasar de Zúñiga y Guzmán                                       | 1725-1727  | [ 1 ] [ 2 ] |
| ii   | Francisco Alfonso Pimentel y Borja                                | 1727-1743  | [ 1 ] [ 2 ] |
| iii  | Ignacio Pimentel Vigil de Quiñones                                | 1743-1764  | [ 1 ] [ 2 ] |
| iv   | Martín Fernández de Velasco y Pimentel                            | 1764-1776  | [ 1 ] [ 2 ] |
| v    | María Teresa Pacheco Fernández de Velasco                         | 1778-1828  | [ 1 ] [ 2 ] |
| vi   | Joaquín Fernández de Córdoba y Pacheco                            | 1829-1871  | [ 2 ]       |
| vii  | Fernando Fernández de Córdova y Álvarez de las Asturias Bohorques | 1872-1891  | [ 2 ]       |
| viii | Joaquín Fernández de Córdoba y Osma                               | 1893-1957  | [ 2 ]       |
| ix   | Gonzalo Fernández de Córdoba y Larios                             | 1959–2013  | [ 15 ]      |
| x    | Joaquín Fernández de Córdoba y Hohenlohe-Langenburg               | Desde 2014 | [ 16 ]      |

## Historia de los duques de Arión
- Baltasar de Zúñiga y Guzmán (m. diciembre de 1727),[2] i duque de Arión, marqués de Ayamonte, de Alenquer y ii de Valero. Fue hijo de Juan Manuel Manrique de Zúñiga y Mendoza, ix duque de Béjar y otros títulos; fallecido sin descendientes directos, sucedió su sobrino:

- Francisco Alfonso Pimentel y Borja, ii duque de Arión.[2] En 1743 cedió el título a su hermano:[2]

- Ignacio Pimentel y Borja (m. 3 de septiembre de 1764), iii duque de Arión,[2] xi duque de Medina de Rioseco; fallecido sin sucesión directa, y heredó:

- Martín Fernández de Velasco, iv duque de Arión, xii duque de Frías, marqués de Cilleruelo, v del Fresno, xvi conde de Alba de Liste, xvi de Haro, de Salazar, de Castilnovo y vizconde de Sauquieto.

Casó con Isabel María Spinola, iv marquesa de Santa Clara, xvi condesa de Siruela y vi de Valverde, sin sucesión. Heredó una bisnieta de la ii duquesa:
- María Teresa del Carmen Pacheco Téllez-Girón y Fernández de Velasco (1765-1828), v duquesa de Arión.

Casó con Manuel Fernández de Córdova y Pimentel, x marqués de Povar, viii marqués de Malpica y viii marqués de Mancera, vii conde de Gondomar. Le sucedió su hijo:
- Joaquín Fernández de Córdova y Pacheco Téllez-Girón (1787-1871), vi duque de Arión, xii marqués de Povar, ix de Malpica, ix de Mancera y viii conde de Gondomar.

Casó con María de la Encarnación Álvarez de Bohórquez y Chacón, hija de Nicolás Álvarez de las Asturias Bohorques, vi marqués de Trujillos, i duque de Gor. Le sucedió, de su hijo Joaquín Fernández de Córdova y Álvarez de las Asturias Bohórquez, xiii marqués de Povar y de su esposa, su prima hermana María del Carmen Álvarez de las Asturias Bohórquez y Guiraldes, i condesa de Santa Isabel, su nieto:
- Fernando Fernández de Córdova y Álvarez de las Asturias Bohórquez (1845-1891), vii duque de Arión, xiv marqués de Povar, x marqués de Malpica.

Casó con Blanca Rosa de Osma y Zavala. Sucedió su hijo:
- Joaquín Fernández de Córdova y Osma (Biarritz, 21 de septiembre de 1870-Madrid, 19 de noviembre de 1957), viii duque de Arión, ii duque de Cánovas del Castillo, xv marqués de Povar, xi de Mancera, ii de la Puente, v de la Puente y Sotomayor, ii de Cubas, iv de Griñón, xi de Malpica, x de Valero (por rehabilitación a su favor en 1925), ii de Alboloduy, ii conde de Santa Isabel y x de Berantevilla.

Casó con María de la Luz Mariátegui y Pérez de Barradas, iii marquesa de Bay, nacida en Madrid el 22 de febrero de 1881. Fueron sus hijos: Fernando (nacido en 1906), Hilda (nacida en 1908 y XIII marquesa de Mirabel), Jaime (nacido en 1909 y marqués de la Puente y Sotomayor), Gonzalo (nacido en 1913) y Rafael (nacido en 1916). Heredó su nieto, hijo de Fernando Fernández de Córdova y Mariátegui, xiii marqués de Povar, y de su esposa Natalia Larios y Fernández de Villavicencio:
- Gonzalo Alfonso Fernández de Córdova y Larios (1934-2013),  ix duque de Arión, iii duque de Cánovas del Castillo, xii marqués de Mancera, xii de Malpica, xvii de Povar, iv de Alboloduy, iv marqués de Bay y x de Valero.

Casó en primeras nupcias con una aristócrata alemana, la princesa Beatriz de Hohenlohe-Langenburg e Yturbe, de la Casa de Hohenlohe, y en segundas nupcias con María de los Reyes Mitjans y Verea, marquesa de Ardales. Sucedió su hijo del primer matrimonio:
- Joaquín Fernández de Córdoba y Hohenlohe-Langenburg (n. en 1961),  x duque de Arión, xviii marqués de  Povar, xiii marqués de Malpica, xiii conde de Berantevilla.